# The Devil in Miss Jones
Pour plus de détails, voir Fiche technique et Distribution.
The Devil in Miss Jones est un film pornographique américain, écrit et réalisé par Gerard Damiano, sorti en 1973.

## Synopsis
Dans son appartement de New York, une femme célibataire, Justine Jones, se désespère en songeant au vide de son existence. Elle déambule dans l’appartement et se caresse devant une glace mais sans éprouver le moindre plaisir. Elle finit par se suicider en s'ouvrant les veines dans son bain. Bien que toute sa vie ait été exemplaire, elle est alors damnée pour ce suicide et arrive en enfer où un employé du Diable est là pour l’accueillir. Tandis qu’elle contemple une allumette qui se consume entre ses doigts, elle prend conscience de la gravité de son geste et l’ampleur de ce qu’elle a perdu. Elle supplie alors ce subordonné de la laisser revivre afin qu'elle puisse faire en sorte d'être condamnée à l'enfer pour de bonnes raisons. Le diablotin accepte et elle entreprend alors de rattraper le temps perdu en s'adonnant activement au stupre et à la fornication. Lors de son second décès, elle retourne en enfer où elle se retrouve enfermée dans une cellule avec un homme (interprété par Gerard Damiano lui-même) qui, malgré ses suppliques, refuse de la toucher. En effet, il ne s'intéresse qu'aux mouches volant dans la cellule car il attend le retour de Dieu sous cette forme.

## Commentaires
Damiano réalisa The Devil in Miss Jones après le succès inattendu de Gorge profonde en 1972. En raison de la profondeur pseudo métaphysique de son scénario et de certaines scènes d'anthologie, il s'agit de l'un des rares films pornographiques qui ait été parfois qualifié de « chef-d’œuvre ». Il met principalement en scène le héros masculin de Gorge profonde, Harry Reems, et une nouvelle actrice, Georgina Spelvin, qui grâce à sa prestation étonnante et, malgré une courte carrière, est entrée définitivement grâce à ce tournage dans la légende du cinéma X.
Le succès du film engendra au moins six autres suites. Toutefois, la plupart des commentateurs s'accordent pour estimer qu'il s'agit de réalisations commerciales et que la qualité de l'œuvre originale n'a jamais été retrouvée.
Le film a été diffusé hors compétition lors du Festival international du film fantastique d'Avoriaz 1973.
Le titre est une variation plaisante sur le titre du film de Sam Wood, sorti en 1941, The Devil and Miss Jones, en français Le Diable s'en mêle. 

## Fiche technique
- Réalisation et scénario : Gerard Damiano
- Musique originale : Alden Shuman
- Photographie : João Fernandes
- Montage : Gerard Damiano
- Production : Gerard Damiano, Harry Reems
- Distribution : VCX Ltd.
- Langue : anglais
- Durée : 62 minutes
- Dates de sortie : 
  - États-Unis : 28 mars 1973
  - France : 17 septembre 1975

## Distribution
- Georgina Spelvin : Justine Jones
- John Clemens : Abaca
- Harry Reems : le professeur
- Marc Stevens : deuxième type avec Justine
- Levi Richards : troisième type avec Justine
- Judith Hamilton : première fille avec Justine
- Sue Flaken : deuxième fille avec Justine
- Gerard Damiano : homme dans la cellule

## Suites et remakes
- The Devil in Miss Jones 2 (1982, VCA Pictures)

Avec : Jacqueline Lorains, Georgina Spelvin, Jack Wrangler, Anna Ventura, Joanna Storm, R. Bolla, Sharon Mitchell, Ron Jeremy
Écrit par Ellie Hayward et Henri Pachard ; réalisé par Henri Pachard
« …What it lacks in these areas, however, is more than compensated for by the film's sheer good humor, witty dialogue, light-hearted tone, and devilishly horny couples… »
- The Devil in Miss Jones 3: A New Beginning (1986, VCA Pictures)

Avec : Lois Ayres, Jack Baker, Vanessa Del Rio, Amber Lynn, Kari Foxx, Tom Byron, Jennifer Noxt, Chanel, Peter North, Marc Wallice, Paul Thomas
Écrit par Gregory Dark et Johnny Jump-Up ; produit et réalisé par Gregory Dark)
« As with DMJ2, however, the best thing about Dark's movie is its tongue-in-cheek tone and stylish, madcap humor. The sets in Hell are a crazy mixture of punk, new wave, Art Deco, and German Expressionism… »
- The Devil in Miss Jones 4: The Final Outrage (1986, VCA Pictures)

Avec : Lois Ayres, Jack Baker, Patti Petite, Kristara Barrington, Keli Richards, Krista Lane, Tamara Longley, Erica Boyer, Paul Thomas, Ron Jeremy, F.M. Bradley
Écrit par Gregory Dark and Johnny Jump-Up ; produit et réalisé par by Gregory Dark
- The Devil in Miss Jones 5: The Inferno (1995, VCA Pictures)

Avec : Juli Ashton, Rip Hymen, Tammi Ann, Nicole Lace, Vanessa Chase, Barbara Doll, Rebecca Lord, Serenity, Tom Byron, Dave Cummings, Mark Davis
Écrit par Selwyn Harris ; produit et réalisé par Gregory Dark
« Unless you've got a thing for Juli Ashton, this entry is the weakest of all six DMJ installments… »
- The Devil in Miss Jones 6 (1999, VCA Pictures)

Avec : Stacy Valentine, Nikita Denise, Vicca, Randy Spears, Juli Ashton, Dizzy, Tina Tyler, Lacey Ogden, Peris Bleu, Anita Cannibal, Scotty Schwartz
Écrit et réalisé par Antonio Passolini
« Antonio Passolini brings us DMJ6, a totally contemporary take on the Miss Jones story, and one that, at least in narrative terms, connects right back to Damiano's 27-year-old original… »
- The New Devil in Miss Jones (2005, Vivid)

Avec : Savanna Samson, Jenna Jameson, Roxanne Hall, Angelica Sin, Rachel Rotten, Vicky Vette, Dick Smothers Jr., Nick Manning, Tony Tedeschi, Georgina Spelvin
Écrit par Dean Nash et Raven Touchstone ; réalisé par by Paul Thomas et édité par Sonny Malone
Aux AVN Awards de 2006, ce remake domina la catégorie « film », gagnant les récompenses  de Best Art Direction, Best Cinematography, Best Editing, Best Screenplay (meilleur scénario), Best Director (meilleur réalisateur), Best Actress (meilleure actrice), Best Film (meilleur film), Best Supporting Actress (meilleur second rôle féminin) et Best All-Girl Sex Scene (meilleure scène lesbienne).